# Cataphrodisium rubripenne
Cataphrodisium rubripenne är en skalbaggsart som först beskrevs av Hope 1842.  Cataphrodisium rubripenne ingår i släktet Cataphrodisium och familjen långhorningar.
Artens utbredningsområde är Taiwan. Inga underarter finns listade.